# Rhopalophora lineicollis
Rhopalophora lineicollis är en skalbaggsart som beskrevs av Louis Alexandre Auguste Chevrolat 1859. Rhopalophora lineicollis ingår i släktet Rhopalophora och familjen långhorningar.
Artens utbredningsområde är:
- Costa Rica.
- El Salvador.

Inga underarter finns listade i Catalogue of Life.